# 骨硬化蛋白
骨硬化蛋白（英语：Sclerostin）或译作硬骨素、硬骨抑素、抑硬素，是人类中由SOST基因编码的一种蛋白质。它是一种分泌性糖蛋白，具有C端半胱氨酸结样（CTCK）结构域，且与骨形态发生蛋白（BMP）拮抗剂DAN（神经母细胞瘤中差异筛选选择的基因异常）家族序列相似。骨硬化蛋白主要由骨细胞产生，但也在其他组织中表达，并对骨形成具有抗合成代谢作用。

## 结构
骨硬化蛋白长度为213个残基，其二级结构经蛋白质NMR测定为28% β折叠（6条链；32个残基）。

## 功能
骨硬化蛋白是SOST基因的产物，位于人类染色体17q12–q21 上，最初被认为是一种非经典骨形态发生蛋白（BMP）拮抗剂。最近，硬化蛋白已被鉴定为与LRP5/6受体结合并抑制Wnt信号通路。Wnt通路的抑制导致骨形成减少。尽管其潜在机制尚不清楚，但据信骨硬化蛋白对BMP诱导的骨形成的拮抗作用是由Wnt信号传导介导的，而不是BMP信号通路介导的。硬化素在骨细胞和一些软骨细胞中表达，它抑制成骨细胞的骨形成。
骨细胞产生的骨硬化蛋白受到甲状旁腺激素、机械负荷、雌激素和细胞因子（包括前列腺素E2、抑癌蛋白M、心肌营养素1和白血病抑制因子）的抑制。降钙素可增加骨硬化蛋白的产生。因此，成骨细胞活性由负反馈系统自我调节。

## 临床意义
编码骨硬化蛋白的基因突变与高骨量、骨质硬化症和范布赫姆病相关的疾病有关。
范布赫姆病是一种常染色体隐性遗传骨骼疾病，其特征是骨骼过度生长。它于 1955 年首次被描述为“家族性全身性皮质骨质增生症”，并于1968年被赋予现在的名称。过度的骨形成在头骨、下颌骨、锁骨、肋骨和长骨的骨干中最为突出，并且骨形成贯穿一生。这是一种非常罕见的病症，2002年大约有30例已知病例。1967年，范布赫姆对15名荷兰裔患者的疾病进行了描述。硬化症患者与范布赫姆病患者不同，因为他们通常较高且手部畸形。1990年代末，Chiroscience公司和开普敦大学的科学家确定该基因中的“单一突变”导致了这种疾病。

### 骨硬化蛋白抗体
由于骨硬化蛋白对骨骼的特异性，目前正在开发一种针对该蛋白的抗体。在骨质疏松大鼠和猴子的临床前试验中，它的使用增加了骨骼生长。在一项I期研究中，安进公司的单剂量抗硬化素抗体（罗莫索珠单抗）增加了健康男性和绝经后女性髋部和脊柱的骨密度，并且该药物具有良好的耐受性。在一项II期试验中，骨质疏松女性接受一年的抗体治疗后，骨密度的增加程度高于双磷酸酯和特立帕肽治疗；它有轻微的注射副作用。礼来公司针对骨硬化蛋白的单克隆人类抗体的II期试验对绝经后妇女产生了积极影响。与安慰剂组相比，每月接受该抗体治疗一年后，脊柱和髋部的骨矿物质密度分别增加了18%和6%。在一项III期试验中，与安慰剂组相比，绝经后妇女接受罗莫索珠单抗治疗一年可降低椎骨骨折的风险。与安慰剂组相比，它还增加了腰椎（13.3% vs 0.0%）、股骨颈（5.2% vs -0.7%）和全髋关节（6.8% vs 0.0%）的骨矿物质密度。各组之间的不良事件是平均的。骨硬化蛋白在牙科领域具有重要意义，并且正在开发针对骨硬化蛋白的再生策略。2019年4月，美国食品和药物管理局批准罗莫索珠单抗用于骨质疏松性骨折风险极高的女性。它还于2019年获准在日本和欧盟使用。

## 延伸阅读
- Balemans W, Van Hul W. . Journal of Musculoskeletal & Neuronal Interactions. 2007, 6 (4): 355–6. PMID 17185822.
- Balemans W, Patel N, Ebeling M, Van Hul E, Wuyts W, Lacza C,  et al. . Journal of Medical Genetics. February 2002, 39 (2): 91–7. PMC 1735035 . PMID 11836356. doi:10.1136/jmg.39.2.91.
- Staehling-Hampton K, Proll S, Paeper BW, Zhao L, Charmley P, Brown A,  et al. . American Journal of Medical Genetics. June 2002, 110 (2): 144–52. PMID 12116252. doi:10.1002/ajmg.10401.
- Balemans W, Foernzler D, Parsons C, Ebeling M, Thompson A, Reid DM,  et al. . Bone. October 2002, 31 (4): 515–9. PMID 12398949. doi:10.1016/S8756-3282(02)00844-X.
- Clark HF, Gurney AL, Abaya E, Baker K, Baldwin D, Brush J,  et al. . Genome Research. October 2003, 13 (10): 2265–70. PMC 403697 . PMID 12975309. doi:10.1101/gr.1293003.
- Sevetson B, Taylor S, Pan Y. . The Journal of Biological Chemistry. April 2004, 279 (14): 13849–58. PMID 14739291. doi:10.1074/jbc.M306249200 .
- van Bezooijen RL, Roelen BA, Visser A, van der Wee-Pals L, de Wilt E, Karperien M,  et al. . The Journal of Experimental Medicine. March 2004, 199 (6): 805–14. PMC 2212719 . PMID 15024046. doi:10.1084/jem.20031454.
- Winkler DG, Yu C, Geoghegan JC, Ojala EW, Skonier JE, Shpektor D,  et al. . The Journal of Biological Chemistry. August 2004, 279 (35): 36293–8. PMID 15199066. doi:10.1074/jbc.M400521200 .
- Zhang Z, Henzel WJ. . Protein Science. October 2004, 13 (10): 2819–24. PMC 2286551 . PMID 15340161. doi:10.1110/ps.04682504.
- Sutherland MK, Geoghegan JC, Yu C, Turcott E, Skonier JE, Winkler DG, Latham JA. . Bone. October 2004, 35 (4): 828–35. PMID 15454089. doi:10.1016/j.bone.2004.05.023.
- Uitterlinden AG, Arp PP, Paeper BW, Charmley P, Proll S, Rivadeneira F,  et al. . American Journal of Human Genetics. December 2004, 75 (6): 1032–45. PMC 1182139 . PMID 15514891. doi:10.1086/426458.
- Winkler DG, Sutherland MS, Ojala E, Turcott E, Geoghegan JC, Shpektor D,  et al. . The Journal of Biological Chemistry. January 2005, 280 (4): 2498–502. PMID 15545262. doi:10.1074/jbc.M400524200 .
- Poole KE, van Bezooijen RL, Loveridge N, Hamersma H, Papapoulos SE, Löwik CW, Reeve J. . FASEB Journal. November 2005, 19 (13): 1842–4. PMID 16123173. S2CID 17000496. doi:10.1096/fj.05-4221fje.
- Gardner JC, van Bezooijen RL, Mervis B, Hamdy NA, Löwik CW, Hamersma H,  et al. . The Journal of Clinical Endocrinology and Metabolism. December 2005, 90 (12): 6392–5. PMID 16189254. doi:10.1210/jc.2005-1235 .